# Яскино (Харовский район)
Яскино — деревня в Харовском районе Вологодской области.
Входит в состав Кубенского сельского поселения, с точки зрения административно-территориального деления — в Кубинский сельсовет.
Расстояние до районного центра Харовска по автодороге — 18,5 км, до центра муниципального образования Сорожина по прямой — 4 км. Ближайшие населённые пункты — Митинская, Маньково, Гридинская.
По переписи 2002 года население — 10 человек.
На 2024 год в Яскино пять жилых домов. Постоянно в деревне проживает всего одна семья. 